# Pierre Angelo
Pierre Angelo Antonioli Flores (Ciudad de México, 24 de septiembre de 1972) es un actor y humorista mexicano de ascendencia italiana.
Fue descubierto en el programa de televisión infantil de los años 1980 Chiquilladas, donde su carrera como actor y humorista empezó a desarrollarse en la televisión, teatro y el cine.

## Biografía
Nació el 24 de septiembre de 1972 y creció en la Ciudad de México junto con su hermana, Gabriella Antonioli, quien actualmente[¿cuándo?] es empresaria y diseñadora industrial. Su madre es mexicana María Elena Flores, es directora académica del Colegio Mercedes. Su padre es italiano llamado Celestino Antonioli, nacido en Italia, es Ingeniero en Comunicaciones y Electrónica del Instituto Politécnico Nacional Especialista en Nuevas Tecnologías.

## Carrera

### Primeros años
Tras convertirse en unas de las estrellas del reparto de Chiquilladas, Pierre Angelo se convirtió en un nombre reconocido en los hogares mexicanos. El programa fue transmitido en diversos países, entre ellos: México, Guatemala, Costa Rica, Chile, Argentina, Venezuela, Colombia, Perú y Estados Unidos (Univisión y Galavisión). El joven actor formó parte del reparto durante siete años.
A los 12 años, tuvo una aparición en La carabina de Ambrosio, programa compuesto por niños producido por Televisa que también fue transmitido en una selección de países de habla hispana. Al convertirse en un adulto joven (19), decidió tomar un descanso de la televisión para debutar en el teatro y no fue hasta 1990 que regresó a la televisión como presentador de Súper Vacaciones. Este show transmitió 820 programas antes de ser sacado del aire. En 1992 Ángel vs. Ángel agregó a Pierre Angelo en su reparto.  Un año después (1992) se volvió parte del show ANDALE!, participando en el cuadro de actores dentro de la sección de “sketches”.  De 1994 al 2001 formó parte de programas de TV como La Vida en Risa, La Cuchufleta, Nosotros Somos Así y Al Fin de Semana.

### 2001-2009: La Familia P. Luche y otros
Del 2002 hasta 2012 el humorista mexicano entró al exitoso programa La familia P. Luche (producido por Eugenio Derbez) interpretando a Flavio. Este show recibió dos reconocimientos en el 2004 y 2008 como Mejor Programa de Comedia. Entre grabaciones realizadas entre el 2003 y 2006 de dicho show Pierre participó en el show transmitido en vivo La Parodia. Programa que fue transmitido en más de 10 países. De igual forma, formó parte del aclamado programa El Privilegio de Mandar, show basado en el humor y sátira política. Ambos programas, al igual que La familia P. Luche, recibieron galardones. En el 2006 La Parodia y en el 2007 El privilegio de mandar fueron nombrados Mejor Programa de Comedia.
En el 2009 el premiado actor se unió a la telenovela mexicana Atrévete a soñar, con apariciones en 160 episodios. Esta fue la primera novela en estrenarse en domingo.
El talento del humorista para personificar e imitar a otros personajes fue demostrado en su máxima expresión del 2008 al 2010 en el noticiero Primero Noticias con Carlos Loret de Mola, donde Pierre contaba con su propia sección conocida como, Pierre Notas.

### 2010-presente: Programas y telenovelas
Pequeños gigantes (2011) y Parodiando (2012) fueron los shows en los cuales tuvo la oportunidad de participar como juez; Pequeños gigantes como un concurso de talento infantil y Parodiando como un concurso de talento en presentaciones de parodias.
En 2013 se incorpora al reparto de la telenovela Libre para amarte interpretando a Poncho. La telenovela cuenta con la participación de Gloria Trevi, Gabriel Soto y Eduardo Santamarina, entre otros. En 2015, participó en la telenovela La vecina.
En 2017, también se forma parte del reparto de la telenovela Enamorándome de Ramón, otra producción de Lucero Suárez junto a los elencos con Esmeralda Pimentel, José Ron y Fabiola Guajardo, entre otros.
En 2019, participó en la telenovela Ringo, también de Lucero Suárez al lado de José Ron y Mariana Torres.
En 2021, nuevamente en la telenovela de Lucero Suárez, participó en S.O.S. Me estoy enamorando, ahí como su primer papel como antagonista.

## Vida personal
En el 2010 termina su matrimonio con la actriz mexicana, Marisol del Olmo. Pierre Angelo y Marisol del Olmo tienen una hija, Isabella Antonioli, nacida en el 2000. Tuvo un noviazgo con Alma Cero, actriz que interpreta a Rosa Aurora Santacruz en la serie cómica María de Todos los Ángeles.
La educación siempre ha sido un aspecto crucial en la vida del actor. Por lo que Pierre ha atendido a múltiples instituciones y programas en los que ha recibido los títulos con los que actualmente cuenta. Primero atendió la Universidad Intercontinental  donde estudió un semestre de la Licenciatura en Comunicaciones. Después decidió asistir a la Universidad del Francés donde obtuvo su título en Mercadotecnia. Otras instituciones a las que ha asistido son: Escuela Juilliard (Dirección musical), Escuela Superior de Música del INBA (voz, piano y clarinete), Escuela Nacional de Música y Marymount School of New York. De igual manera acudió a diversos cursos para desarrollar talentos y adquirir conocimiento. Entre ellos tuvo la oportunidad de tomar tres módulos de actuación impartidos por Fernando Piernas en la Ciudad de México y en Guanajuato con Eugenio Barba. Además participó en cursos y talleres de temas como: improvisación, pantomima, bufón, teatro y el arte de la comedia.

## Filmografía

### Televisión
| Año       | Título                      | Papel                                          | Cadena   |
| --------- | --------------------------- | ---------------------------------------------- | -------- |
| 2021      | El Inframundo               | Él mismo                                       | Televisa |
| 2021      | Tic tac toc: El reencuentro | Él mismo                                       | Televisa |
| 2021-2022 | S.O.S Me estoy enamorando   | Raúl                                           | Televisa |
| 2020      | La Nocturna                 | Varios                                         | LatinUS  |
| 2019      | Ringo                       | Damasio Saavedra                               | Televisa |
| 2017      | Enamorándome de Ramón       | Benito Suárez Solórzano                        | Televisa |
| 2016      | La rosa de Guadalupe        | Agente Ramos (Episodio: La edad de la punzada) | Televisa |
| 2015–2016 | La vecina                   | Simón Esparza                                  | Televisa |
| 2013      | Libre para amarte           | Alfonso Sandoval                               | Televisa |
| 2012      | Parodiando                  | Él mismo                                       | Televisa |
| 2011      | Pequeños gigantes           | Él mismo                                       | Televisa |
| 2009–2010 | Atrévete a soñar            | Rico                                           | Televisa |
| 2009      | Adictos                     |                                                | Televisa |
| 2007–2008 | Vecinos                     | Peter del Toro / Pepe Buenrostro               | Televisa |
| 2007      | XHDRBZ                      | Flavio Galax                                   | Televisa |
| 2006,2017 | El privilegio de mandar     | Él mismo, Peña Nieto                           | Televisa |
| 2004      | La Parodia                  | Él mismo                                       | Televisa |
| 2002–2012 | La Familia Peluche          | Flavio Galax                                   | Televisa |
| 1985–1989 | Chiquilladas                | Él mismo                                       | Televisa |
| 1983      | La carabina de Ambrosio     |                                                | Televisa |

### Películas
| Año  | Título                   | Papel                             |
| ---- | ------------------------ | --------------------------------- |
| 2016 | El Americano: The Movie  | El Mexicano: Voz de doblaje       |
| 2015 | Selección Canina         | Chacal Trinquetes: Voz de doblaje |
| 2009 | Nikté                    | Chin: Voz de doblaje              |
| 2007 | La leyenda de la Nahuala | Ciego: Voz de doblaje             |

### Teatro
| Año       | Título                            | Notas |
| --------- | --------------------------------- | ----- |
| 2012–2013 | El Tenorio Cómico                 |       |
| 2012      | Los cuatros Jinetes del Apocalife |       |
| 2012      | Bicentenorio                      |       |
| 1996      | Anita la Huerfanita               |       |
| 1995      | Papito querido                    |       |
| 1994      | La Divina Garza                   |       |
| 1993      | Homenaje a Cantinflas             |       |
| 1992–2012 | Don Juan Tenorio                  |       |
| 1991      | Oliver Twist (El Musical)         |       |

## Premios y nominaciones
| Año  | Ceremonia                 | Categoría                          | Programa/telenovela | Resultados |
| ---- | ------------------------- | ---------------------------------- | ------------------- | ---------- |
| 2016 | Premios TVyNovelas México | Mejor actor de reparto y coestelar | La vecina           | Ganador    |